# تلسترا
تلسترا Telstra Corporation Limited (معروفة باسم Telstra) هي أكبر شركة اتصالات في أستراليا تقوم ببناء وتشغيل شبكات الاتصالات السلكية واللاسلكية وتسويق خدمات الصوت والهاتف والإنترنت وخدمة التلفزيون المدفوع وغيرها من المنتجات والخدمات.
تتمتع تلسترا بتاريخ طويل في أستراليا، وقد نشأت جنبًا إلى جنب مع بريد أستراليا باعتبارها الإدارة العامة لمكتب البريد. تمت خصخصة تلسترا الآن بشكل كامل كونها مرت ببرنامج تغيير لتصبح أكثر تركيزًا على العملاء في ظل الرئيس التنفيذي السابق ديفيد ثودي.

## التاريخ
كان يتم التحكم في خدمات الكمبيوتر الأسترالية في الأصل من قبل الإدارة العامة للبريد (PMG)‏ التي تشكلت في عام 1901 نتيجة للاتحاد الأسترالي، حيث كانت الاتصالات السلكية واللاسلكية تدار من قبل كل مستعمرة قبل 1901، تم بعدها إنشاء لجان منفصلة في 1 يوليو 1975، بموجب قانون ليحل محل PMG. حيث تم نقل مسؤولية الخدمات البريدية إلى لجنة البريد الأسترالية (Australia Post). كما تدير هيئة الاتصالات الأسترالية (ATC)، التي تتداول باسم تليكوم أستراليا، خدمات الاتصالات المحلية.

## شبكات المحمول
فيما يلي قائمة بشبكات المحمول النشطة المعروفة التي تستخدمها تلسترا:
| تكرر           | الفرقة 3GPP | بروتوكول                         | صف دراسي        | ملاحظات |
| -------------- | ----------- | -------------------------------- | --------------- | --- |
| 850 ميغاهيرتز  | B5          | UMTS / HSPA / HSPA + / DC-HSPA + | الجيل الثالث 3G | شبكة تلسترا Next G 3G التي تغطي 99٪ من سكان أستراليا |
| 2100 ميغاهيرتز | B1          | UMTS / HSPA / HSPA + / DC-HSPA + | الجيل الثالث 3G | تكميلية ل 850 شبكة ميغاهيرتز في المناطق ذات الحمل العالي على الشبكة تم استخدام هذا النطاق في الأصل لشبكة 3GIS في شراكة 50/50 مع شركة فودافون هاتشيسون في أستراليا، وعُقدت مدن العواصم (قامت تلسترا بإنهاء هذه الشراكة في 31 أغسطس 2012 ) |
| 700 ميغاهيرتز  | B28B        | LTE / LTE-A                      | 4G              | تم الحصول عليها في مزاد طيف الأرباح الرقمية وستعيش اعتبارًا من 1 يناير 2015. الإعلان باسم "4GX". |
| 900 ميغاهيرتز  | B8          | LTE / LTE-A                      | 4G              | محدودية العرض في مواقع محددة. تم استخدامها في شبكة LTE-Advanced Carrier Aggregation في العالم في ساحل صن شاين كوست مع 1800 ميغاهيرتز.                                                                                                   |
| 1800 ميغاهيرتز | B3          | LTE / LTE-A                      | 4G              | تم الانتهاء من طرح LTE في العواصم الكبرى ومجموعة كبيرة من المراكز الإقليمية، التي تغطي الآن معظم المناطق الحضرية الكبرى والمراكز الإقليمية الرئيسية.                                                                                    |
| 2100 ميغاهيرتز | B1          | LTE / LTE-A                      | 4G              | محدودية العرض في مواقع محددة. |
| 2600 ميغاهيرتز | B7          | LTE / LTE-A                      | 4G              | تكميلية ل 700 ميغاهيرتز و 1800 شبكة ميغاهيرتز في المناطق ذات الحمل العالي. تم الحصول على هذه الفرقة في مزاد طيف الأرباح الرقمية وتم تفعيلها في العواصم الرئيسية أكتوبر 2014.                                                            |

## إدارة
في مايو 2009 ، استقال سليمان تروخيو من منصب المدير التنفيذي من أجل العودة إلى الولايات المتحدة . وحل محله ديفيد ثودي .
| السنة المعينة | المدير التنفيذي |
| ------------- | --------------- |
| 1993          | فرانك بلونت     |
| 1999          | زيغي سويتكوفسكي |
| 2005          | سليمان تروجيلو  |
| 2009          | ديفيد ثودي      |
| 2015          | أندرو بن        |

## المقتنيات الدولية
لدى تلسترا أكثر من 150 شركة تابعة اعتبارًا من 30 يونيو 2016. يمكن الاطلاع على القائمة الكاملة على موقع الويب الخاص بهم 
يمكن العثور هنا على قائمة بالشركات الكبرى التي تمتلكها تلسترا:
| عام  | اسم                                                             | نوع الملكية                | تعليقات |
| ---- | --------------------------------------------------------------- | -------------------------- | --- |
| 1992 | تلسترا أوروبا                                                   | 100٪                       | تعمل تلسترا في أوروبا منذ عام 1992. لدى تلسترا Europe قاعدة عملاء تضم أكثر من 7000 عميل، يقومون بشراء البيانات والصوت والشبكات المدارة المعقدة وخدمات الاستضافة.                                                                                     |
| 2003 | الوصول الآسيوية كابل البحر                                      | 50 ٪ مشروع، مع PCCW        | تم إنشاء هذه الشراكة خلال طفرة الاتصالات في أواخر التسعينيات - كافحت وخفضت قيمتها الدفترية إلى الصفر بواسطة تلسترا في فبراير 2003. تم إعادة التفاوض بشأن ديون Reach في عام 2004 وتمت إعادة هيكلتها لتعمل بشكل أساسي كوسيلة لمتطلبات أصحابها الدولية. |
| 2005 | أستراليا Adstream أستراليا                                      | 58٪                        | في أوائل عام 2006 ، قدمت تلسترا 20 مليون دولار نقدًا لزيادة حصتها الإجمالية من 33 إلى 58 بالمائة. |
| 2006 | جمهورية الصين الشعبية SouFun                                    | 51٪                        | تم دمج SouFun في أعمال Sensis ، مما يوفر لـ تلسترا نقطة دخول إلى الصين. تم بيعها إلى SouFun Holdings في أواخر عام 2010. |
| 2008 | الولايات المتحدة تلسترا انديفور                                 | 100٪                       | كابل اتصالات يربط بين سيدني وهاواي . بدأ تشغيل الكابل في أكتوبر 2008 ، بسعة 1.28 تيرابايت في الثانية في المستقبل (حاليًا عند 80 جيجابت في الثانية. )                                                                                                  |
| 2008 | جمهورية الصين الشعبية Norstar Media                             | > 50٪                      | حصلت تلسترا على حصص مسيطرة في الشركتين، Norstar Media و Autohome / PCPop ، بمبلغ غير معلوم. |
| 2008 | جمهورية الصين الشعبية Autohome / PCPop                          | > 50٪                      | أنظر فوق |
| 2011 | أستراليا iVision                                                | 100٪                       | حلول مؤتمرات الفيديو عن بعد المتكاملة |
| 2011 | الهند حلول التواجد في                                           | مشروع مشترك مع مجموعة تاتا | تلسترا توسع نطاق الحضور عن بعد العالمي مع شريك تاتا كوميونيكيشنز |
| 2011 | الهند تلسترا الاتصالات الخاصة المحدودة                          | مشروع مشترك مع Microland   | ترخيص خدمات بيانات المسافات الطويلة ومزود خدمة الإنترنت في بنغالور وكلكتا وتشيناي ودلهي وحيدر أباد ومومباي وبون |
| 2011 | سنغافورة تلسترا سنغافورة                                        | 100٪                       | ترخيص المشغل القائم على التسهيلات (FBO) الذي يسمح بشبكات وأنظمة ومرافق الصوت والبيانات. كما تمكن تلسترا من بناء العمود الفقري المحلي المطلوب لدعم خططها الخاصة بقدرة الغواصة الكبلية الجديدة إلى سنغافورة.                                           |
| 2011 | اليابان تلسترا اليابان KK                                       | 100٪                       | تملك وتدير دوائر ومؤسسات اتصالات واسعة النطاق في مدن ومحافظات متعددة في اليابان، إلى جانب المنتجات والخدمات المقدمة عبر هذه المرافق والشبكات. |
| 2014 | الولايات المتحدة أويالا                                         | 98٪                        | مزود لتكنولوجيا دفق الفيديو عبر الإنترنت والبرامج. |
| 2015 | إندونيسيا Telkomتلسترا                                          | 49٪                        | مقدم تطبيق الشبكة والخدمات للشركات الإندونيسية، متعددة الجنسيات والشركات الأسترالية العاملة في إندونيسيا. |
| 2015 | المملكة المتحدة دكتور فوستر إنتلجنس (مزود خدمات الرعاية الصحية) | 100٪                       | اقتناء دكتور فوستر إنتليجنس ليشكل جزءًا من تلسترا هيلث. |

## روابط خارجية
- الموقع الرسمي
- معلومات الشركة